# UFC 201
UFC 201：劳勒对伍德利（UFC 201: Lawler vs. Woodley）是终极格斗冠军赛（UFC）主办的一场综合格斗赛事，于2016年7月30日在美国佐治亚州亚特兰大的飞利浦体育馆举行。

## 结果
1. ↑  UFC沉量级冠军战